# クレール・ドニ
クレール・ドニ （Claire Denis, 1946年4月21日 - ） は、フランスの映画監督。日本ではクレール・ドゥニと表記されることもある。

## 来歴
パリの高等映画学院で学んだ後、ジャック・リヴェット、コスタ＝ガヴラス、ジム・ジャームッシュ、ヴィム・ヴェンダースなどの助監督を務めた。
1988年、長編『ショコラ』で映画監督としてデビュー。かつてアフリカに住んでいた自身の経験を元に、カメルーンを舞台にフランス人と現地住民との交流を描いた。本作がいきなりカンヌ国際映画祭のコンペティション部門に出品され、注目された。
1994年の『パリ、18区、夜。』はパリで実際に起きた事件を元に製作。第47回カンヌ国際映画祭のある視点部門に出品された。また、ヴィム・ヴェンダースが「もし地球が24時間後になくなるのなら、最後に見る映画の1本は間違いなくこの作品である」と語ったことでも知られる。1996年の『ネネットとボニ』はロカルノ国際映画祭で金豹賞を受賞した。1999年にドニ・ラヴァンを主演に製作した『美しき仕事』は第28回ロッテルダム国際映画祭KNF賞など多数の賞を受けた。2022年の『愛と激しさをもって』はベルリン国際映画祭で銀熊賞を受賞した。
近年はスイスの学校European Graduate Schoolで教鞭も取っている。

## 監督作品

### 長編
- ショコラ Chocolat （1988年）
- Man No Run （1989年） ドキュメンタリー
- Jacques Rivette - Le veilleur （1990年） ドキュメンタリー
- 死んだってへっちゃらさ S'en fout la mort （1990年）
- パリ、18区、夜。 J'ai pas sommeil （1994年）
- US Go Home （1994年）
- Boom-Boom （1994年）
- ネネットとボニ Nenette et Boni （1996年）
- 美しき仕事 Beau Travail （1999年）
- ガーゴイル Trouble Every Day （2001年）
- Vendredi soir （2002年）
- L'intrus （2004年）
- Vers Mathilde （2005年） ドキュメンタリー
- 35杯のラムショット 35 rhums （2008年）
- ホワイト・マテリアル White Material （2009年）
- Les salauds （2013年）
- バスターズ―悪い奴ほどよく眠る― Bastards （2013年）
- レット・ザ・サンシャイン・イン Let the Sunshine In　(2017年）
- ハイ・ライフ High Life (2018年）
- 愛と激しさをもって Avec amour et acharnement(2022年）

### 短編
- Pour Ushari Ahmed Mahmoud, Soudan （1991年）
- キープ・イット・フォー・ユアセルフ Keep It for Yourself （1991年） オムニバス『フィガロ・ストーリー』の一編
- La robe à cerceau （1993年）
- Nice, Very Nice （1995年）
- ジャン＝リュック・ナンシーとの対話 Vers Nancy （2002年） オムニバス『10ミニッツ・オールダー イデアの森』の一編フィガロ・ストーリー
- To the Devil （2011年）
- Voilà l'enchaînement （2014年）